# Curt Cress
Curt Cress (Schlierbach (Brachttal), 11 augustus 1952) is een Duitse drummer en componist.

## Biografie
Curt Cress begon zijn carrière in 1965 bij de band Last uit Hanau. Later speelde hij ook in Hanau met de bands Inspiration Six en het meest recent in 1969 met Orange Peel, die het daaropvolgende jaar officieel werd ontbonden, maar nog steeds samenkomt voor incidentele optredens. Tot op heden heeft Curt Cress bijgedragen aan ongeveer 12.000 opnames en is hij te horen op minstens 400 miljoen verkochte platen. Curt Cress trad op als bandlid van verschillende formaties zoals: Klaus Doldingers Passport, Atlantis, Spliff, Snowball, Curt Cress Clan en als gast bij talloze studio-opnamen en liveoptredens van Duitse en internationale artiesten, waaronder, Falco, Peter Maffay, Rick Springfield, Saga en Tina Turner. Zijn eigen solo-publicaties als drum avant-gardeproducties volgden: AVANTI, SING, BANG, TRIP. Cress werd ook bekend als producent, onder andere voor: Uwe Ochsenknecht, Claudia Cane, Heiner Pudelko, Nena, Nina Hagen en het Royal Philharmonic Orchestra. Hij bleef werken als studiomuzikant, o.a. voor: Boney M., Supermax, Hubert Kah, Michael Cretu, Scorpions, Alphaville, BAP, Inga & Annette Humpe, Peter Cornelius, Marianne Rosenberg, Stefan Waggershausen, Udo Lindenberg, Meat Loaf, Freddie Mercury (Mr Bad Guy) en Kurt Baebi.
Cress maakte ook naam als componist van televisie- en filmmuziek. Hij componeerde de muziek voor de serie SK Kölsch, Die Rote Meile, HeliCops - Einsatz über Berlin en ook voor de telenovelas Bianca - Wege zum Glück en Julia - Wege zum Glück. Cress is een van de componisten voor de scènemuziek van de serie Verliebt in Berlin. Hij werkte ook voor Tatort en arrangeerde onder andere de titelsongs van de ARD-sportshow en van Wetten, dass ...?. Cress werd aangenomen als achtergrondmuzikant voor de film Bandits. Katja Riemann gebruikte vervolgens zijn bewegingen en eigenaardigheden tijdens een cd-productie als sjabloon voor haar vertolking van een drummer. Van 2009 tot 2010 was hij verantwoordelijk voor de muziek van de ZDF telenovela Alisa - Follow Your Heart samen met Chris Weller en Manuel Mayer.
Cress is sinds 2006 professor aan de Hochschule für Musik und Theater Hamburg, waar hij sinds 2004 les geeft. Hij is eigenaar van CC HOLDING GmbH, waar zijn bedrijven mediaproducten produceren voor muziek, film en televisie. De holding omvat de bedrijven F.A.M.E. Recordings Publishing GmbH, F.A.M.E. Artist Recordings GmbH, CRESS PUBLISHING GmbH en Pilot Tonstudio GmbH.

## Privéleven
Curt Cress is getrouwd en heeft drie kinderen.

## Onderscheidingen
- 15 keer drummer van het jaar (vakblad)
- Schallplattenpreis der deutschen Phonoakademie
- Gouden platen, o.a. voor Bandits, BAP, Münchener Freiheit

## Discografie

### Curt Cress
- 1975: Curt Cress Clan (lp)
- 1983: Avanti (lp: WEA; cd: WEA)
- 1987: Sing (lp)
- 1992: Bäng (cd)
- 1998: Trip (cd: WEA [Warner])

### Verdere albums
- 1973: Klaus der Geiger – Arbeit macht frei (lp: Bluff Records, BF 1010)
- 1973: Passport – Hand Made
- 1973: Passport – Looking Thru
- 1974: Doldinger – Jubilee Concert
- 1975: Passport – Cross-Collateral
- 1976: Lucifer's Friend – Mind Exploding (LP: Vertigo)
- 1977: New Triumvirat – New Triumvirat Presents Pompeii
- 1977: Passport – Iguacu
- 1978: Snowball – Defroster
- 1979: Snowball – Cold Heat
- 1980: Snowball – Follow the White Line
- 1982: Passport – earthborn
- 1985: Freddie Mercury – Mr. Bad Guy
- 1985: Passport – Running in Real Time
- 1990: Alex Gunia – Alex Gunia’s Groove Cut
- 1996: Scorpions – Pure Instinct